# Sabine Ludwig

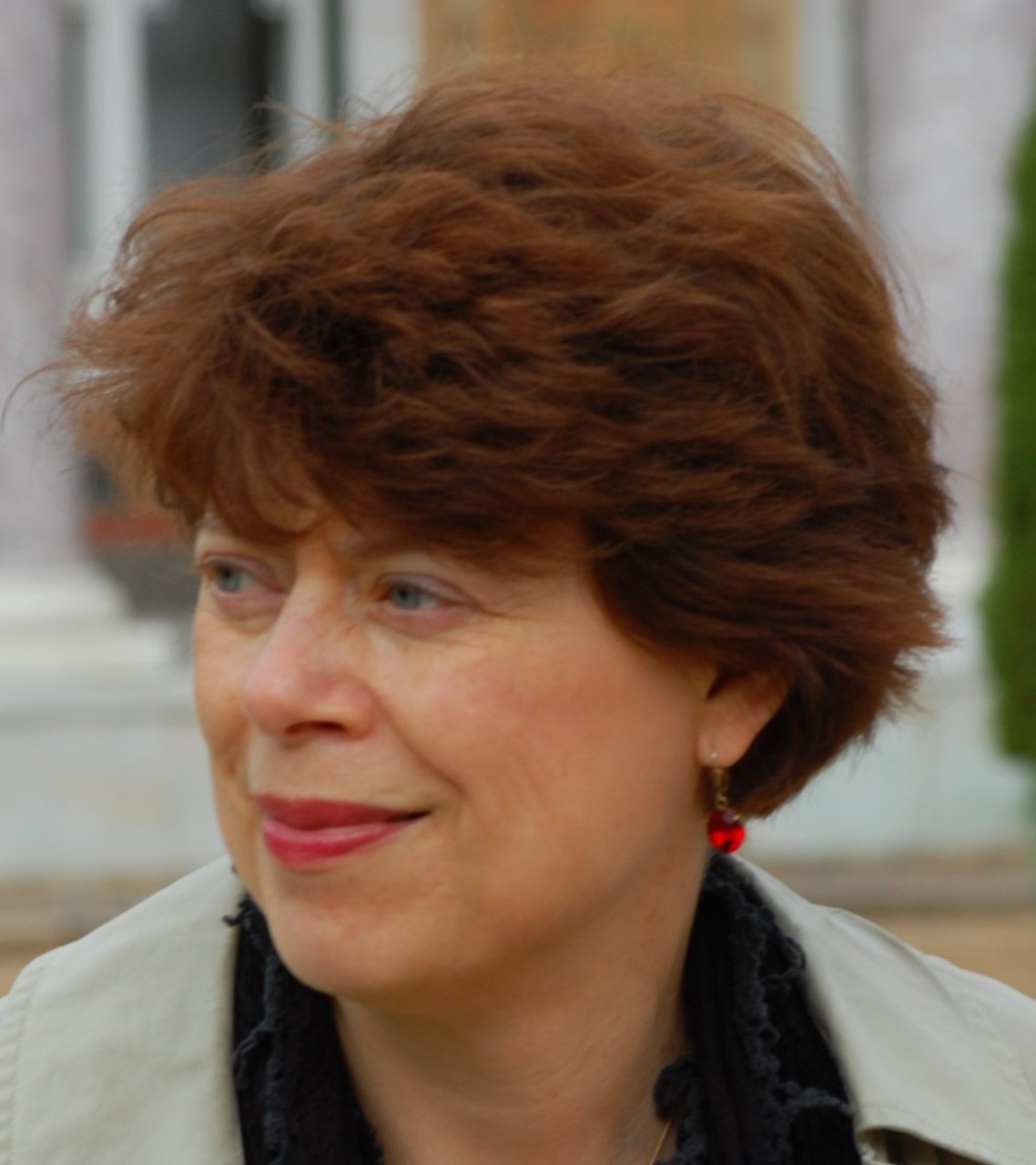
Sabine Ludwig (2010)

Sabine Ludwig (* 26. Juni 1954 in Berlin) ist eine deutsche Schriftstellerin und Übersetzerin.

## Leben
Sie studierte Germanistik, Romanistik und Philosophie. Nach ihrem Staatsexamen arbeitete sie kurze Zeit als Gymnasiallehrerin, danach als Regieassistentin, Pressereferentin und zuletzt als Rundfunk-Redakteurin des SFB bzw. rbb, die als eine der ersten für die Reihe „Ohrenbär“ zuständig war.
1983 trat sie zum ersten Mal als Autorin in Erscheinung und wurde gleich mit einem Literaturpreis ausgezeichnet. In der Reihe „Ohrenbär“ konnte sie zu Beginn im Jahr 1987 auch eine eigene Episodenfigur einführen, der sich dann noch viele weitere in bislang insgesamt 16 Serien anschlossen.
Sabine Ludwig veröffentlicht inzwischen vor allem Kinderbücher und ist für den Rundfunk und diverse Printmedien auch als freie Journalistin tätig. In den Jahren 2002 und 2005 wurden zwei von ihr aus dem Englischen übersetzte Kinderbücher für den Deutschen Jugendliteraturpreis nominiert.
Sabine Ludwig lebt mit ihrer Familie in Berlin. Sie hat eine Tochter.

## Auszeichnungen
- 1983: Literaturpreis des Literarischen Colloquiums Berlin zum Thema „Stadtteilbeschreibung“
- 1993: 3. Platz beim Bettina-von-Arnim-Preis
- 2002: Auswahlliste Deutscher Jugendliteraturpreis mit der Übersetzung von Kate DiCamillo: Winn-Dixie
- 2005: Auswahlliste Deutscher Jugendliteraturpreis mit der Übersetzung von Kate DiCamillo: Despereaux – Von einem der auszog das Fürchten zu verlernen
- 2005: Hansjörg-Martin-Preis der „Autorengruppe deutschsprachige Kriminalliteratur“ – Das Syndikat – für den Kinder- und Jugendkrimi Die Nacht, in der Mr. Singh verschwand
- 2010: Auszeichnung als Lesekünstler durch den Börsenverein des Deutschen Buchhandels
- 2011: Kinderhörspielpreis der Stadt Karlsruhe für das rbb-Kinderhörspiel Tante Traudls bestes Stück.
- 2012: Nordstemmer Zuckerrübe für Die schrecklichsten Mütter der Welt.[3]

## Werke

### Kinder- und Jugendbücher
- Ida Grün – 11 Achtminuten-Geschichten. Carlsen, Hamburg 1992, ISBN 978-3-551-55091-0.
- Bei Tag sind alle Löwen grau. Fischer Taschenbuch Verlag, Frankfurt a. M. 1997, ISBN 3-596-85026-6.
- Die besten Rabeneltern der Welt. Dressler, Hamburg 1998, ISBN 978-3-7915-1230-3.
- Juli und Augustus. Fischer Schatzinsel, Frankfurt am main 1998, ISBN 978-3-596-85036-5.
- Fische haben keinen Po. Mit Illustrationen von Edda Skibbe. Dressler, Hamburg 1999, ISBN 978-3-7915-1231-0.
- Viermal Pizza Napoli. Mit Illustrationen von Edda Skibbe. Dressler, Hamburg 2000, ISBN 978-3-7915-1232-7.
- Mops und Molly Mendelssohn. Mit Illustrationen von Sabine Wilharm. Dressler, Hamburg 2000, ISBN 978-3-7915-1233-4.
- mit Sabine Wilharm: Ein Haufen Ärger. Dressler, Hamburg 2001, ISBN 978-3-7915-1195-5.
- Weihnachtsmänner küsst man nicht. Mit Illustrationen von Sabine Wilharm. Dressler, Hamburg 2002, ISBN 978-3-7915-1234-1.
- Serafina, hex doch mal! Ein zauberhaftes Geburtstagsfest. Mit Illustrationen von Edda Skibbe. Fischer Schatzinsel, Frankfurt am Main 2002, ISBN 978-3-596-85108-9.
- Serafina und der große Hexenzauber. Mit Illustrationen von Edda Skibbe. Fischer Schatzinsel, 2002, ISBN 978-3-596-85105-8.
- Der Mädchentausch. Dressler, 2003, ISBN 978-3-7915-1235-8.
- Immer wieder Frieda. Mit Illustrationen von Sabine Wiemers. Fischer Schatzinsel, 2003, ISBN 978-3-596-85133-1.
- Für alle Fälle Frieda. Mit Illustrationen von Sabine Wiemers. Fischer Schatzinsel, 2004, ISBN 978-3-596-85134-8.
- Weihnachten mit lila Lametta. Fischer Schatzinsel, Frankfurt am Main 2004, ISBN 978-3-596-80539-6.
- Die Nacht, in der Mr Singh verschwand. Dressler, Hamburg 2004, ISBN 978-3-7915-1196-2.
- Serafina und die große Suppenverschwörung. Mit Illustrationen von Edda Skibbe. Fischer Schatzinsel, 2004, ISBN 978-3-596-50874-7.
- Serafina und der große Weihnachtswirbel. Mit Illustrationen von Edda Skibbe. Fischer Schatzinsel, 2005, ISBN 978-3-596-85162-1.
- Fee und Ferkel. Mit Illustrationen von Sabine Wilharm. Dressler, 2005, ISBN 978-3-7915-1197-9.
- Hier kommt Frieda! Alle Geschichten in einem Band. Mit Illustrationen von Sabine Wiemers. Fischer Schatzinsel, 2006, ISBN 978-3-596-80654-6.
- Hilfe, ich hab meine Lehrerin geschrumpft. Dressler, 2006, ISBN 978-3-7915-1198-6.
- Der 7. Sonntag im August. Dressler, 2008, ISBN 978-3-7915-1236-5.
- Ohrenbär – Die schönsten Geschichten zum Vorlesen. Ellermann, 2008, ISBN 978-3-7707-2475-8.
- Die schrecklichsten Mütter der Welt. Dressler, 2009, ISBN 978-3-7915-1237-2.
- Ohrenbär – Die schönsten Weihnachtsgeschichten zum Vorlesen. Ellermann, 2010, ISBN 978-3-7707-2479-6.
- Auf die Plätze, Löwen, los. Mit Illustrationen von Sabine Wilharm. Fischer Schatzinsel, 2010, ISBN 978-3-596-85403-5.
- Aufruhr im Schlaraffenland. Dressler, 2010, ISBN 978-3-7915-1238-9.
- Die fabelhafte Miss Braitwhistle. Dressler, 2011, ISBN 978-3-7915-1239-6.
- Painting Marlene. rororo rotfuchs, Rowohlt, Reinbek bei Hamburg 2011, ISBN 978-3-499-21612-1.
- Wie lange noch? Die schönsten Adventsgeschichten in 24 Tagen. Aufbau, Berlin 2011, ISBN 978-3-351-04145-8.
- Ich schenk dir eine Geschichte (2011). Mutgeschichten. – Blauer Montag. cbj, 2011, ISBN 978-3-570-29000-2.
- Miss Braitwhistle hebt ab, Illustriert von Susanne Göhlich, Dressler, Hamburg 2013, ISBN 978-3-7915-1243-3.
- Klassentreffen bei Miss Braitwhistle, Illustriert von Susanne Göhlich, Dressler, Hamburg 2015, ISBN 978-3-7915-1245-7.
- Pandora und der phänomenale Mr Philby, Dressler, Hamburg 2017, ISBN 978-3-7915-0060-7
- Klassenreise mit Miss Braitwhistle, Illustriert von Susanne Göhlich, Dressler, 2019, ISBN 978-3-7915-0076-8.

### Übersetzungen
- Eva Ibbotson: Das Geheimnis von Bahnsteig 13. Dressler, Hamburg 1999, ISBN 978-3-7915-1006-4.
- Eva Ibbotson: Das Geheimnis der verborgenen Insel. Dressler, Hamburg 2001, ISBN 978-3-7915-1007-1.
- Kate DiCamillo: Winn-Dixie. Dressler, Hamburg 2001, ISBN 3-7915-2791-6; Taschenbuchausgabe: dtv, München 2003, ISBN 978-3-423-70771-8.
- Kate DiCamillo: Kentucky Star. Dressler, Hamburg 2002, ISBN 3-7915-2792-4; Taschenbuch: dtv, München 2004, ISBN 978-3-423-70875-3.
- Wendy Orr: Wie versteckt man eine Insel? (Originaltitel: Nim’s Island). dtv, München 2002, ISBN 3-423-70695-3), NA: 2008, ISBN 978-3-423-71318-4 (= dtv 71318 Junior); Hörbuch: Wie versteckt man eine Insel? Zum Film Die Insel der Abenteuer; ungekürzte Lesung von Ulrike Grote. Regie: Dörte Foede, 2 CDs, Hörbuch, Hamburg 2008, ISBN 978-3-86742-643-5.
- Eva Ibbotson: Das Geheimnis der siebten Hexe. Dressler, Hamburg 2002, ISBN 978-3-7915-1008-8.
- Eva Ibbotson: Maia oder als Miss Minton ihr Korsett in den Amazonas warf. Dressler, Hamburg 2003, ISBN 978-3-7915-1009-5.
- Kate DiCamillo: Despereaux – Von einem der auszog das Fürchten zu verlernen. dtv, München 2004, ISBN 978-3-7915-2799-4.
- Eva Ibbotson: Das Geheimnis des wandernden Schlosses. Dressler, Hamburg 2005, ISBN 978-3-423-71312-2.
- Eva Ibbotson: Annika und der Stern von Kazan. dtv, München, 2006, ISBN 978-3-7915-1011-8.
- Eva Ibbotson: Das Geheimnis der Geister von Craggyford. dtv, München 2007, ISBN 978-3-423-71223-1.
- Eva Ibbotson: Das Geheimnis der Hexen von Wellbridge. dtv, München 2007, ISBN 978-3-423-71259-0.
- Eva Ibbotson: Das Geheimnis der schottischen Füße. Dressler, Hamburg 2008, ISBN 978-3-7915-1012-5.
- Hilary McKay: Charlie will raus!. Fischer Schatzinsel, Frankfurt am Main 2009, ISBN 978-3-596-85346-5.
- Carlo Collodi: Pinocchio. Nord-Süd, Zürich 2010, ISBN 978-3-314-01793-3.
- Eva Ibbotson: Das Ungeheuer, das nicht Mami sagen konnte. Dressler, Hamburg 2010, ISBN 978-3-7915-1013-2.
- Kate DiCamillo: Der Elefant des Magiers. dtv, München 2010, ISBN 978-3-423-76002-7.
- Eva Ibbotson: Das Geheimnis der sprechenden Tiere. Dressler, Hamburg 2011, ISBN 978-3-7915-1015-6.
- Eva Ibbotson: Fünf Hunde im Gepäck. dtv, München 2012, ISBN 978-3-423-76063-8.

### Rundfunk

#### Reihe Ohrenbär
- Frech wie Frieda Frosch. 1–5
- Ida Grün, fünf Jahre alt
- Das Hausboot in der Prinsengracht
- Ein Katerwochenende
- Schrecklich schöne Ferien
- Kein Beinbruch, aber viel Malheur
- Was ist nur mit Augustus los?
- Die besten Rabeneltern der Welt
- Vier Löwen unterwegs
- Vier Löwen vom Hinterhof
- Mops und Molly Mendelssohn
- Die schrecklichsten Mütter d. W.
- Erbse mit dem Kuchenzahn
- Die schrecklichsten Mütter der Welt

#### Hörspiele
- 1998: Françoise Gerbaulet: Das vergessene Pferd (Bearbeitung (Wort)) – Regie: Marguerite Gateau (Original-Hörspiel – SFB/HR)
- 2011: Tante Traudels bestes Stück – Regie: Sven Stricker (Kinderhörspiel – RBB)

### Hörbücher
- Wer hustet da im Weihnachtsbaum? oder: Tante Traudls bestes Stück. CD: Oetinger Audio. Download: Oetinger Media, 2012.

### Verfilmungen
2015: Hilfe, ich hab meine Lehrerin geschrumpft. Regie: Sven Unterwaldt